# Auseinandersetzung (Zivilrecht)
Auseinandersetzung ist nach deutschem Zivilrecht ein Verfahren, bei dem das Vermögen einer Personenmehrheit unter den Mitgliedern verteilt und die Gemeinschaft oder Gesellschaft aufgelöst wird.
Eine Auseinandersetzung kommt vor bei:
- der Genossenschaft  (§ 73 GenG)
- der Gemeinschaft (§§ 741 ff. BGB)
- der Gesellschaft bürgerlichen Rechts (§§ 705 ff. BGB)
- der Gütergemeinschaft (§§ 1415 ff. BGB)
- der Erbengemeinschaft (§§ 2032 ff.  BGB).

Die Auseinandersetzung erfolgt bei der Gemeinschaft nach § 752, § 753 BGB grundsätzlich durch Teilen in Natur oder durch Verkauf des gemeinschaftlichen Gegenstands und Teilung des Erlöses.
Sonderregelungen gelten für die Auseinandersetzung einer Gesellschaft bürgerlichen Rechts (§§ 731 ff. BGB), einer Gütergemeinschaft (§§ 1474 ff. BGB) und einer Erbengemeinschaft (§§ 2042 ff. BGB).